# Feurs
Feurs es una comuna francesa, situada en el departamento de Loira, de la región Auvernia-Ródano-Alpes. Es el bureau centralisateur y mayor población del cantón de Feurs.

## Historia

### Edad Antigua
La ciudad fue fundada por los romanos. El nombre Feurs es una contracción del Segusiavorum Forum. Con un foro la era galo-romana, la ciudad fue la capital de Ségusiaves como se indica por Ptolomeo y aparece en la Tabula Peutingeriana. Por extensión, la ciudad dio su nombre a Forez.
Los vestigios de la antigua ciudad romana están ubicados por la actual oficina de correos. Los arqueólogos han desenterrado un teatro, alcantarillas, hitos, inscripciones, estatuillas y cerámicas que reflejan la importancia, en ese momento, de la ciudad romana, situada cerca de las importantes calzada romana.

### Edad Media
Una iglesia dedicada a San Baudilio se divulga en 960. Un segundo dedicado a la Virgen María aparece en los textos en 1001. Un castillo en Feurs se divulga en 1246. En la Edad Media, la ciudad no tenía ningún puente sobre el Loire pero allí Era un puerto (953) y otro cerca de Randans (1060).

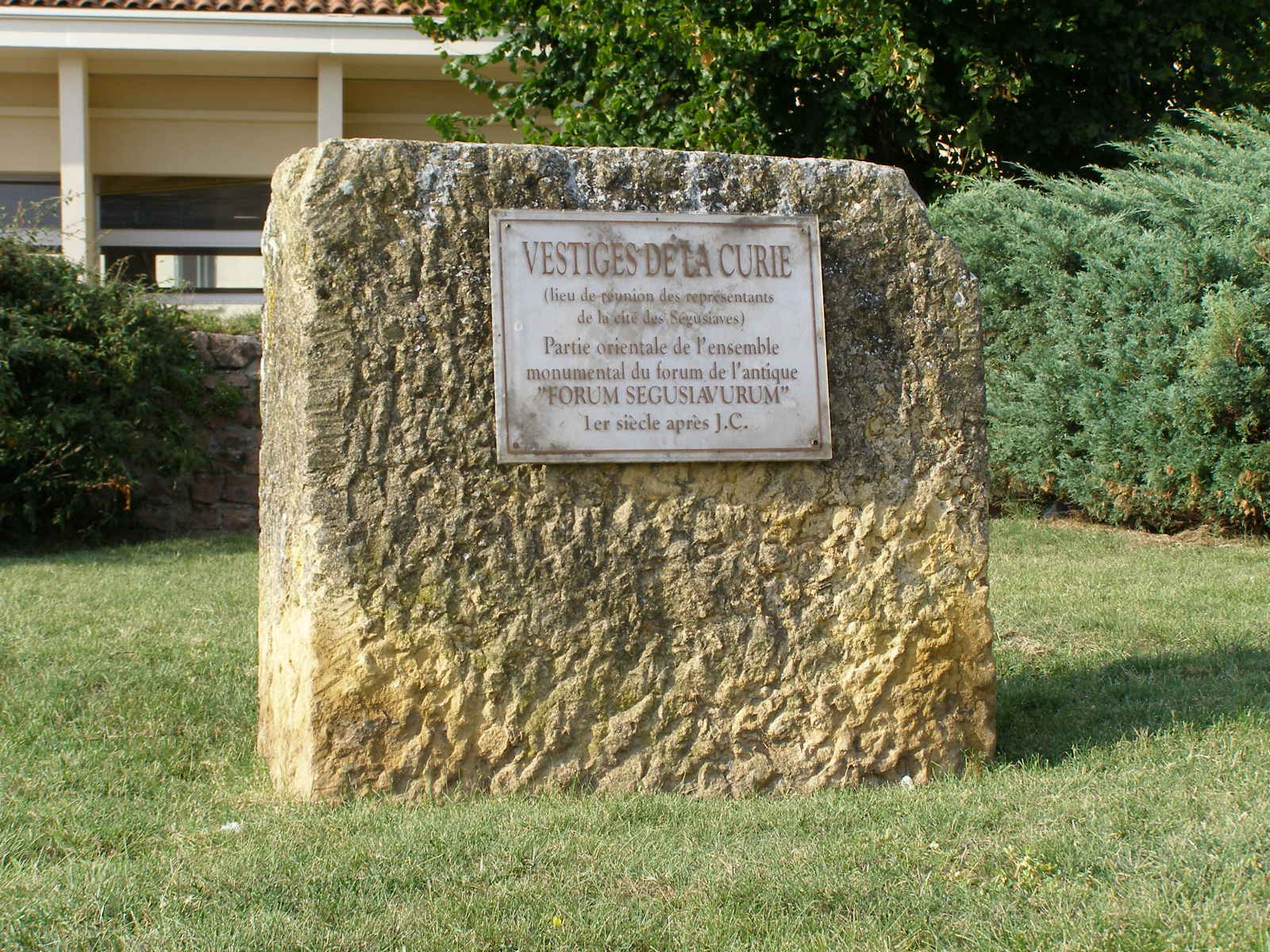
Los restos de los romanos de Feurs
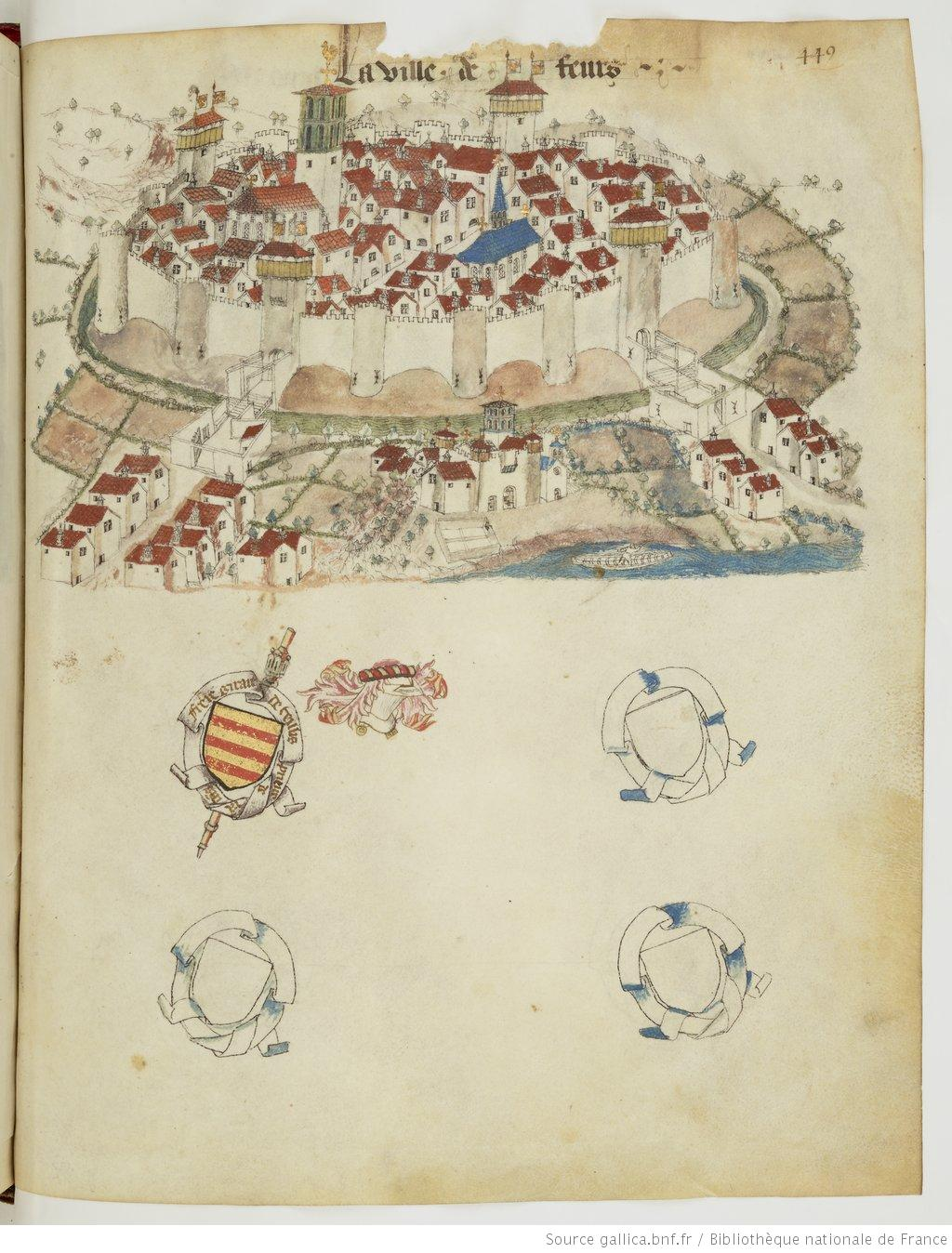
Feurs en los años 1400
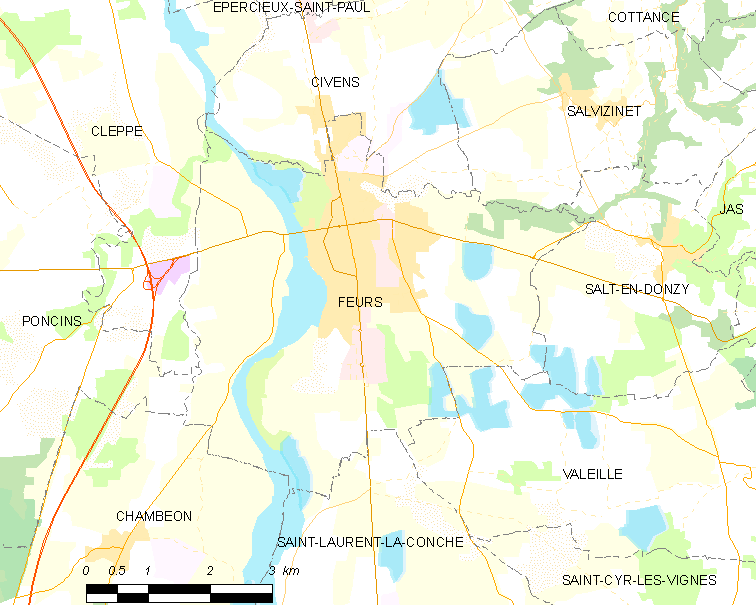
Mapa de Feurs

### Edad Moderna
Feurs con el condado de Forez se confisca al Condestable de Borbón junto con sus otras posesiones en 1523. Finalmente entra en el dominio real en 1531. En 1542, la ciudad se vincula a la generalidad de Lion, creada por Enrique II.

### Revolución francesa
La Revolución Francesa fue muy activa en la ciudad y los horrores de la guillotina marcaron a sus habitantes. Durante la Revolución, el Tribunal Revolucionario encabezado por Claude Javogues hizo muchas víctimas. Las 80 víctimas de la Corte Revolucionaria fueron casi todas ejecutadas en el sitio de la Capilla de los Mártires. La capilla de los mártires fue erigida más tarde por el alcalde Pierre-Marie Assier en 1826. Fue durante un corto tiempo la capital del departamento del Loira en 1793-1795.
La ciudad estaba en uno de los primeros ferrocarriles: la línea 3 de Francia Andrezieux - Roanne abrió el 1 de agosto de 1832 entre Saint-Bonnet-les-Oules y Balbigny. Esto es en Feurs que desde esta sección se instalan los talleres de la empresa que construyen más locomotoras bajo las órdenes del ingeniero Régnié.
Los sitios de interés arqueológicos son muchos pero todos se descubren durante las diversas obras en el municipio.
La ciudad dio su nombre a la provincia de Forez en la que se encuentra.
Feurs fue la capital del departamento del Loira de 1793 a 1795, durante la Revolución Francesa.

## Demografía
| 6 272 | 6 649 | 8 017 | 8 012 | 7 803 | 7 669 | 7 408 | 7 921 | 8 056 | 8 302 |
| Para los censos de 1962 a 1999 la población legal corresponde a la población sin duplicidades (Fuente: INSEE [Consultar]) |       |       |       |       |       |       |       |       |       |